# کاپوتاسانا

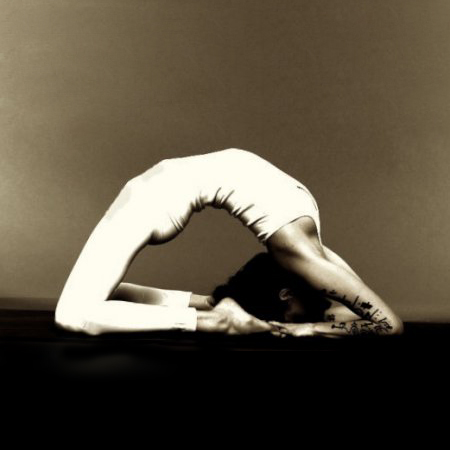
کاپوتاسانا

کاپوتاسانا (سانسکریت: कपोतासन ; IAST: Kapotāsana) یا حالت کبوتر یک آسانا خمیده به پشت در یوگا مدرن به عنوان ورزش است.

## ریشه‌شناسی و ریشه‌ها
وضعیت متفاوت (ایستاده) در قرن نوزدهم Sritattvanidhi به نام Kapotasana مطرح بوده‌است. و در قرن بیستم در نور بر یوگا آمده‌است.

## شرح
در ویراسانا بنشینید. به پشت و در وضعیت سوپتا ویراسانا دراز بکشید. دستها را بالای سر کشیده کنید، آرنج‌ها را خم کنید و کف دستان را نزدیک گوشها روی زمین طوری قرار دهید که انگشتان دستها به سمت شانه‌ها باشند.
وزن را به کف دستان بیاندازید و بازدم انجام دهید. دستان را کشیده کنید و همه بدن را از زانو، با کمک کشش رانها بلند کنید.
همه ستون مهره را کشیده کنید، آرنج‌ها را خم کنید و در صورت امکان شست پاها را بگیرید. سپس آرنج‌ها را روی زمین قرار دهید.
نفس بکشید و به همراه بازدم، لگن را با کمک ماهیچه‌های ران بالاتر بیاورید. به تدریج و با تمرین دستان را به پاشنه پاها نزدیک تر کنید و پاشنه پاها را با کمک نزدیک تر کردن سر به پاها بگیرید. در نهایت می‌توانید تاج سر را کف پاها قرار دهید.
پس از توقف کافی دستان را رها کنید و دوباره به پشت در سوپتا ویراسانا دراز بکشید. پاها را یکی یکی رها کنید و روی زمین استراحت کنید.
کاپوتاسانا به باز شدن قفسه سینه کمک می‌کند و کمر و کشاله ران را تقویت می‌کند. باعث باز شدن و افزایش انعطاف باسن، و تقویت پشت و کشاله ران می‌شود.
در آینگار یوگا، تمرین‌کنندگان با دراز کشیدن در سوپتا ویراسانا، خم کردن بازوها و قرار دادن بازوها در کنار سر شروع می‌کنند. سپس دست‌ها را فشار می‌دهند، بازدم می‌کنند و باسن و تنه را بالا می‌برند. تاج سر را می‌توان روی زمین قرار داد و با بالا بردن تنه می‌توان دست‌ها را به سمت پاها برد. 